# Regola monastica

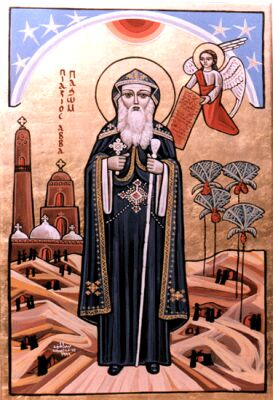
San Pacomio (IV secolo)

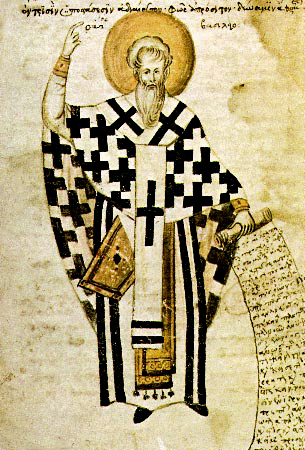
San Basilio (IV secolo)

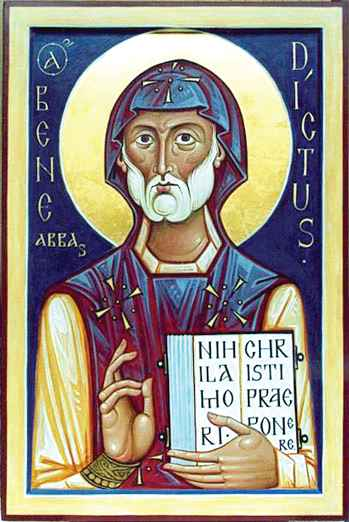
San Benedetto da Norcia (VI secolo)

Nel cristianesimo e, in particolare, nel diritto canonico, una regola è la raccolta delle norme di comportamento che guidano la vita di un ordine religioso. La regola è quindi il documento di riferimento per una data comunità monastica, nel quale si indica sia l'indirizzo spirituale dell'ordine, sia una serie di norme pratiche destinate a regolare la vita quotidiana dei monaci.
La regolamentazione della vita monastica fu progressiva: dalle premesse eremitiche e anacoretiche, il monachesimo cristiano si sviluppò soprattutto come vita cenobitica, cioè isolamento vissuto insieme ad altri compagni. Questo passaggio promosse il prodursi di regole codificate.
Non è possibile individuare univocamente la regola monastica più antica. In Oriente, si indicano tradizionalmente due regole: la regola di san Pacomio, scritta in copto, tradotta in greco e poi in latino da san Girolamo; la regola di san Basilio, di grande importanza per il cristianesimo orientale, tradotta in latino da Rufino di Aquileia. Pacomio visse tra il III e il IV secolo, mentre Basilio nel IV secolo.
Per l'Occidente, esiste un complesso di testi, tradizionalmente detti regola di Sant'Agostino (Regula ad servos Dei), ma anche altri testi di dubbia paternità. Alla metà del VI secolo risalgono la regola di San Cesario di Arles e una Regula magistri, di autore ignoto, di poco precedente la più nota regola di san Benedetto (Regula monachorum), che di essa rappresenta una sorta di sunto. Nel VII secolo, la regola benedettina si diffuse lentamente in Italia; essa finirà per prevalere in Occidente e fungere da unico modello, fatta salva l'influenza del monachesimo irlandese, che contribuì con una regola di San Colombano (VI-VII secolo), concorrente di quella benedettina nella Gallia merovingia. San Colombano, a cavallo tra VI e VII secolo, operò in Gallia, con alcuni compagni, fondando cenobi centrati su una regola assai severa, il più importante dei quali fu l'Abbazia di Luxeuil, in Borgogna.
Operò nel regno franco il monaco visigoto Benedetto d'Aniane (morto nell'821), a cui si devono un Liber ex regulis diversorum patrum (o Codex regularum) e una Concordia regularum. Fu con l'aiuto di Benedetto d'Aniane che l'imperatore Ludovico il Pio emanò nell'817 ad Aquisgrana un Capitulare monasticum, inteso a specificare e a diffondere la regola benedettina.
L'osservanza della regola di San Benedetto visse poi diverse epoche di decadenza e di rilancio: un importante rinnovamento giunse dalla Congregazione cluniacense (fondata all'inizio del X secolo). Anche la regola di Sant'Agostino visse un rilancio, che nel XIII secolo portò alla fondazione dell'Ordine di Sant'Agostino.
Le regole monastiche più antiche, compresa quella benedettina, precedono l'esistenza degli ordini monastici, organizzazioni a capo di più monasteri sorte a partire dal XIII secolo. Le nuove regole tennero per forza conto di queste forme centralizzate di monachesimo, com'è il caso degli ordini mendicanti (francescani, domenicani, serviti ecc.) e, ancor più, della Compagnia di Gesù.

## Regole maschili
- Regola di sant'Antonio abate (300 ca.)
- Regola di san Pacomio (320 ca.)
- Regola di san Basilio (356 ca.)
- Regola di sant'Agostino (391)
- Regola di san Benedetto (534)
- Regola di san Colombano (590)
- Regola di san Francesco (1223)

## Regole femminili
- Regola di santa Chiara d'Assisi